# Eidsberg (Grafling)
Eidsberg ist ein Gemeindeteil der Gemeinde Grafling im Landkreis Deggendorf im Osten Niederbayerns. Das Dorf liegt auf der Ostseite des Graflinger Tals in der Gemarkung Hirschberg.
Die Hälfte der ca. 50 Wohnhäuser und Betriebe (Gasthof, Schreinerei, Malerbetrieb und Baggerverleih) werden seit 2005 durch ein zentrales Biomasseheizwerk mit Holzhackschnitzel beheizt.
Eidsberg war einer von 13 Orten der Gemeinde Hirschberg im Landkreis Deggendorf, die 1972 aufgelöst und nach Grafling eingemeindet wurde.